# 莫于川
莫于川，男，汉族，于1956年4月出生，重庆人。现担任中国人民大学教授、博士研究生导师、宪政与行政法治研究中心执行主任，国家行政学院法学部兼职教授。中国人民大学法学院学位委员会委员。